# Attheyella northumbricoides
Attheyella northumbricoides är en kräftdjursart som beskrevs av Willey 1925. Attheyella northumbricoides ingår i släktet Attheyella och familjen Canthocamptidae. Inga underarter finns listade i Catalogue of Life.